# Audubon Park (New Jersey)
Pour les articles homonymes, voir Audubon Park et Audubon.
Audubon Park est un borough situé dans le comté de Camden, dans l’État du New Jersey, aux États-Unis.